# Garth Ennis
Garth Ennis é um roteirista de história em quadrinhos (banda desenhada) norte-irlandês. Nasceu em 16 de janeiro de 1970 na cidade de Belfast, Irlanda do Norte. Começou a escrever profissionalmente para a revista britânica Crisis (título irmão da revista 2000 AD), mas só alcançou a fama após começar a trabalhar para o selo Vertigo da editora americana DC Comics. Após vários anos trabalhando neste selo, Garth Ennis deixou a DC e assinou contrato com sua principal rival, a Marvel Comics. Lá, começou escrevendo para a revista do personagem Justiceiro, um anti-herói violento, semelhante a outros personagens que ele havia escrito anteriormente.

## Começo da carreira

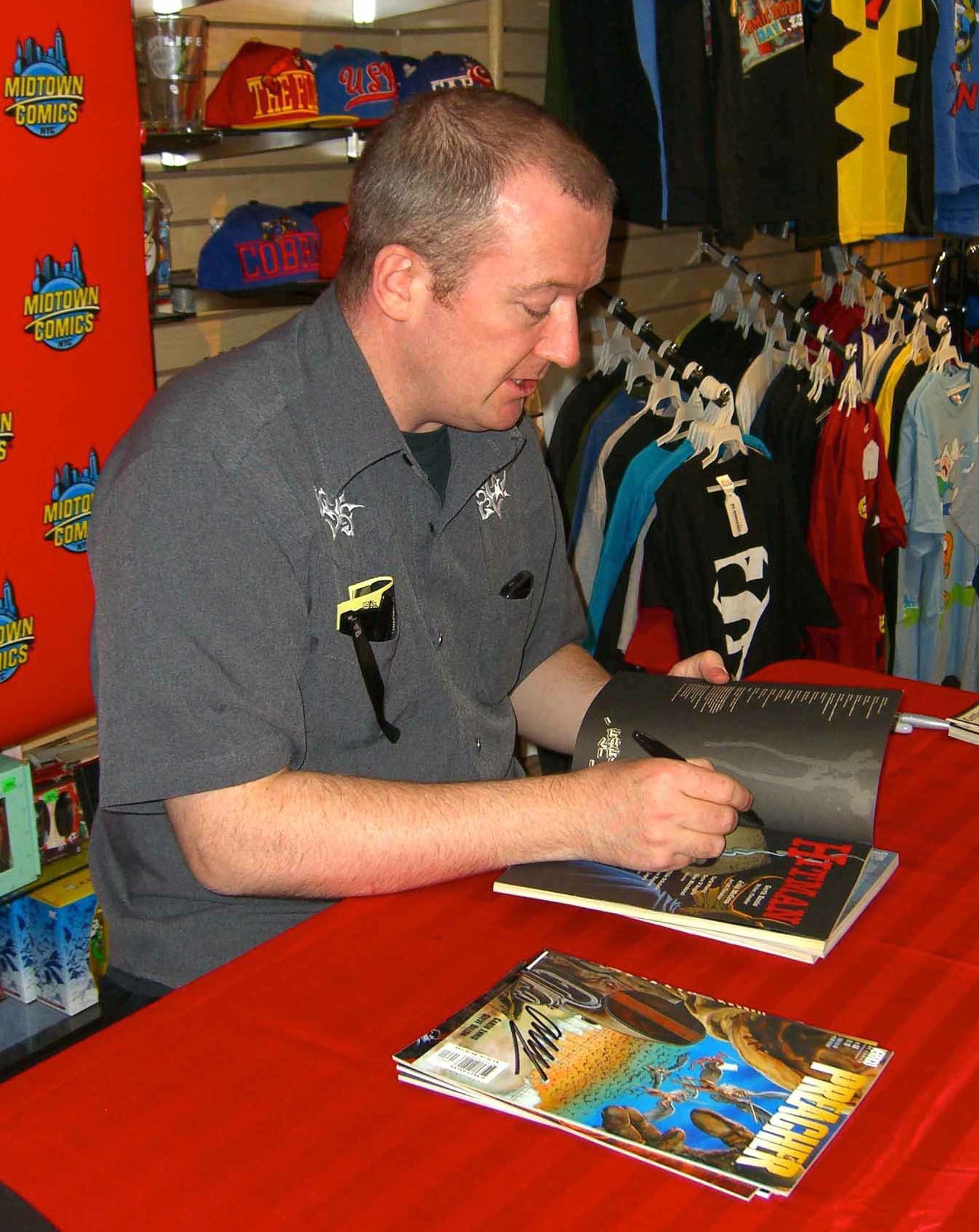
Garth Ennis autografando na Midtown Comics em Manhattan, em abril de 2012.

Garth Ennis começou sua carreira profissional em 1989, com a série Troubled Souls, publicada na revista Crisis, a qual foi aclamada pela crítica, apesar do curto período de publicação. Troubled Souls conta a história de um jovem norte-irlandês protestante que, apesar de apolítico, acaba dragado pelos conflitos de seu país.
Quando a publicação da Crisis foi interrompida, Ennis passou a trabalhar na revista 2000 AD, onde escreveu para seu carro-chefe: Juiz Dredd. Seu primeiro trabalho em uma revista em quadrinhos americana foi um arco de história para a revista Hellblazer.

## Obras
Além de ter escrito arcos de histórias de personagens famosos como Hellblazer, Darkness e Justiceiro, Ennis também criou várias séries próprias de destaque, como True Faith, Goddess, Troubled Souls, Crossed, Wormwood, Hitman (em parceria com o também norte-irlandês John McCrea) e Preacher, seu trabalho mais famoso e polêmico.
- 1989 - Troubled Souls (Crisis), Time Files (2000 AD)
- 1990 - Suburban Hell, True Faith (Crisis)
- 1991 - Judge Dredd (JDM), Strontium Dogs (2000 AD), Hellblazer (DC)
- 1992 - Judge Dredd (JDM), Strontium Dogs (2000 AD), Hellblazer (DC), "And They Never Get Drunk but Stay Sober" (A1)
- 1993 - Judge Dredd (JDM), Srontium Dogs (2000 AD), The Demon, Hitman, Hellblazer (DC)
- 1994 - The Demon, Hitman, Hellblazer (DC)
- 1995 - The Demon, Hitman, Loaded, Preacher, Goddess (DC), Punisher (Marvel)
- 1996 - Hitman, Blood Mary, Preacher (DC), MedievalSpawn/Witchblade , The Darkness(Top Cow)
- 1997 - Hitman, Blood Mary, Batman: Legends of The Dark Knight, Hellblazer, Preacher, Unknow Soldiers, Pride and Joy (DC), The Darkness (Top Cow), Shadowman (Acclaim), Dicks (Caliber), Painkiller Jane vs. the Darkness: Stripper (Event)
- 1998 - Hitman, Hellblazer, Preacher (DC), The Darkness (Top Cow), Tales of Midnight (Blue Silver)
- 1999 - Hitman, Preacher, Flinch (DC), The Worm: The Longest Comic Strip in the World  (Slab O-concret)
- 2000 - Hitman, Preacher, Weid War Tales Special, Adventures in the Rifle Brigade (DC), Punisher (Marvel)
- 2001 - Hitman, War Histories (DC), Punisher, Hulk: Smash!, Spider Man: Tangled Web, Fury (Marvel), Just a Pigrim (Dynamite), Bart Simpson's Treehouse of Horror (Bongo Comics), Star Wars Tales (Dark Horse)
- 2002 - War Histories (DC), Authority (Wildstorm), Punisher (Marvel), Bigger Dick's (Avatar), Just a Pigrim (Dynamite), Star Wars Tales (Dark Horse), The Pro (Image)
- 2003 - War Histories (DC) Authority (Wildstorm), Punisher, Thor: Vikings (Marvel), X-mas Special (Avatar)
- 2004 - Authority (Wildstorm), 303 (Avatar)
- 2005 - Ghost Rider (Marvel), Winter Special, 303 (Avatar)
- 2006 - The Boys (Wildstorm), Ghost Rider (Marvel), Chronicles of Wormwood (Avatar), 7 Brothers (Virgin)
- 2007 - The Boys, Midnigther  (Wildstorm),Chronicles of Wormwood, Streets of Glory (Avatar), 7 Brothers (Virgin)
- 2008 - War is Hell (Marvel), Crossed (Avatar), The Boys, Battlefields (Dynamite), Back to Brooklyn (Image), 7 Brothers (Virgin)
- 2009 - Crossed (Avatar), The Boys, Battlefields (Dynamite)
- 2010 - Crossed (Avatar), The Boys, Battlefields (Dynamite), CBLDF Presents: Liberty Comics (Image)
- 2011 - The Boys, Jeniffer Blood (Dynamite)
- 2012 - The Boys, The Shadow (Dynamite), Crossed (Avatar)
- 2013 - Crossed (Avatar), Red Team (Dynamite)
- 2014 - Crossed (Avatar)

## Justiceiro (The Punisher)
O Justiceiro é o personagem da Marvel com o qual Ennis mais trabalha. Tudo começou com a versão 3 da revista Punisher, na qual o Justiceiro lutava contra a organização criminosa dos Gnucci, chefiada pela maligna matriarca Ma Gnucci. O que mais chamou atenção nessa revista foi a mistura de humor negro com ação e drama. Momentos sombriamente hilários infestavam as histórias, contrabalançando cenas de violência cruel e drama pesado. Nessa revista, Ennis criou personagens marcantes como o gigantesco O Russo (The Russian) e os vizinhos do Justiceiro: Joan, Mr. Bumpo e Spacker Dave. As histórias foram ilustradas pelo parceiro habitual de Ennis: Steve Dillon.
Na versão 4 da revista The Punisher, o humor negro atingiu níveis inacreditáveis. O Russo voltou com seios dignos de Pamela Anderson (efeito colateral de uma injeção de hormônios que ele tomou) e super-heróis começaram a fazer participações especiais. Ennis se divertiu muito com isso. O Homem-Aranha é usado como escudo pelo Justiceiro, o Wolverine é atropelado por um rolo compressor dirigido pelo... adivinhe, Justiceiro e outros super-heróis são usados como alívio cômico. Ennis nunca gostou de super-heróis, preferindo trabalhar com personagens mais sérios e violentos. Apesar do humor negro, a revista The Punisher versão 4 teve histórias sérias e dramáticas, como Irmandande, Não Caia em Nova York, entre outras que mostraram que Ennis poderia ser um sucesso escrevendo as revistas do personagem, se conseguisse uma abordagem séria para ele. A versão 4 da revista The Punisher teve vários artistas: Steve Dillon, Darick Robertson, Cam Kennedy e Tom Mandrake foram os principais. Ennis escreveu a maior parte da revista, apenas uma ou duas edições não foram de sua autoria.
Então, surgiu a primeira revista mensal do Justiceiro para adultos: Punisher Max. Sem limites, podendo escrever quantos palavrões quisesse, Ennis logo partiu para um trabalho mais sério com o personagem. O humor negro tornou-se sutil, os super-heróis desapareceram e o Justiceiro se tornou um personagem dramático. A primeira história da revista Punisher Max foi Punisher: Born (Justiceiro: Nascido para Matar), que não é considerada parte da revista mensal e, sim, uma minissérie. Nela, Ennis mostra os horrores da guerra do Vietnã e como Frank Castle adquiriu o gosto para matar que o transformou no Justiceiro. A minissérie foi aclamadíssima, assim como seu ilustrador, Darick Robertson.
Depois, começaram as histórias da revista mensal. A primeira edição contou com uma das cenas mais fortes da história dos quadrinhos: o massacre dos mafiosos de Don Cesare, desenhada por Lewis Larosa. A cena continha uma quantidade de sangue nunca antes vista numa revista.
Todas as capas das revistas Justiceiro, da versão 3 à MAX, foram desenhadas por Tim Bradstreet.

## Preacher
Esta série de Ennis, ilustrada pelo seu habitual parceiro Steve Dillon, narra as viagens de Jesse Custer (um ex-pastor ironicamente possuído por uma entidade chamada Genesis) pelo interior da América em busca de Deus, que ele julga ter abandonado a humanidade. É acompanhado por Tulip, sua ex-namorada e membro mais racional do grupo, e Cassidy um vampiro irlandês alcoólatra que desperta seu lado mais passional. A busca de Jesse é pontilhada por tudo o que há de mais estranho nesse e no outro mundo: anjos burocratas tentando manter as instituições, assassinos seriais ansiosos por fama e, talvez principalmente, como a busca por um valor superior de bondade pode se desviar para o fanatismo e a corrupção.
A série foi aclamadíssima e ganhadora do prêmio Eisner de Melhor Série Contínua. Também foi a série que deu a Ennis o Eisner de Melhor Roteirista. Durou 66 edições normais e 6 edições especias (uma clara alusão ao diabólico número 666).
Todas as capas foram pintadas por Glenn Fabry, que, graças a elas, ganhou o Eisner de Melhor Capista.

## The Boys
Seu trabalho mais recente, ilustrado por arick Robertson. Narra a história de Hughie, que tem sua vida destruída quando um super-herói atropela sua namorada, matando-a instantaneamente. Logo, Hughie é convocado para fazer parte de um grupo de agentes da CIA que vigia os super-heróis para que não cometam atos catastróficos.

## Prêmios e indicações
| Ano  | Prêmio       | Categoria       | Indicação                                                    | Resultado | Ref         |
| ---- | ------------ | --------------- | ------------------------------------------------------------ | --------- | ----------- |
| 1993 | Eisner Award | Melhor Escritor | Hellblazer                                                   | Indicado  | [ 1 ]       |
| 1994 | Eisner Award | Melhor Escritor | Hellblazer                                                   | Indicado  | [ 2 ]       |
| 1996 | Eisner Award | Melhor Escritor | Preacher e Goddess                                           | Indicado  | [ 3 ]       |
| 1998 | Eisner Award | Melhor Escritor | Hitman, Preacher, Unknown Soldier e Blood Mary: Lady Liberty | Venceu    | [ 4 ]       |
| 2001 | Eisner Award | Melhor Escritor | Preacher                                                     | Indicado  | [ 5 ] [ 6 ] |